# Kořenov
Kořenov (en allemand : Bad Wurzelsdorf ) est une commune du district de Jablonec nad Nisou, dans la région de Liberec, en République tchèque. Sa population s'élevait à 894 habitants en 2021.

## Géographie
Kořenov se trouve à 15 km à l'est-nord-est de Jablonec nad Nisou, à 22 km à l'est de Liberec et à 101 km au nord-est de Prague.
La commune est limitée par Bílý Potok au nord, par la Pologne, Harrachov et Paseky nad Jizerou à l'est, par Zlatá Olešnice au sud, et par Velké Hamry, Tanvald, Desná et Hejnice à l'ouest.

## Histoire
La commune de Kořenov a été formée en 1960 par la fusion des communes de Polubný, Příchovice (avec le village Rejdice) et Jizerka.

## Administration
La commune se compose de quatre quartiers :
- Jizerka (de)
- Polubný (cs) (comprend le village de Kořenov)
- Příchovice (de)
- Rejdice (cs)

## Galerie

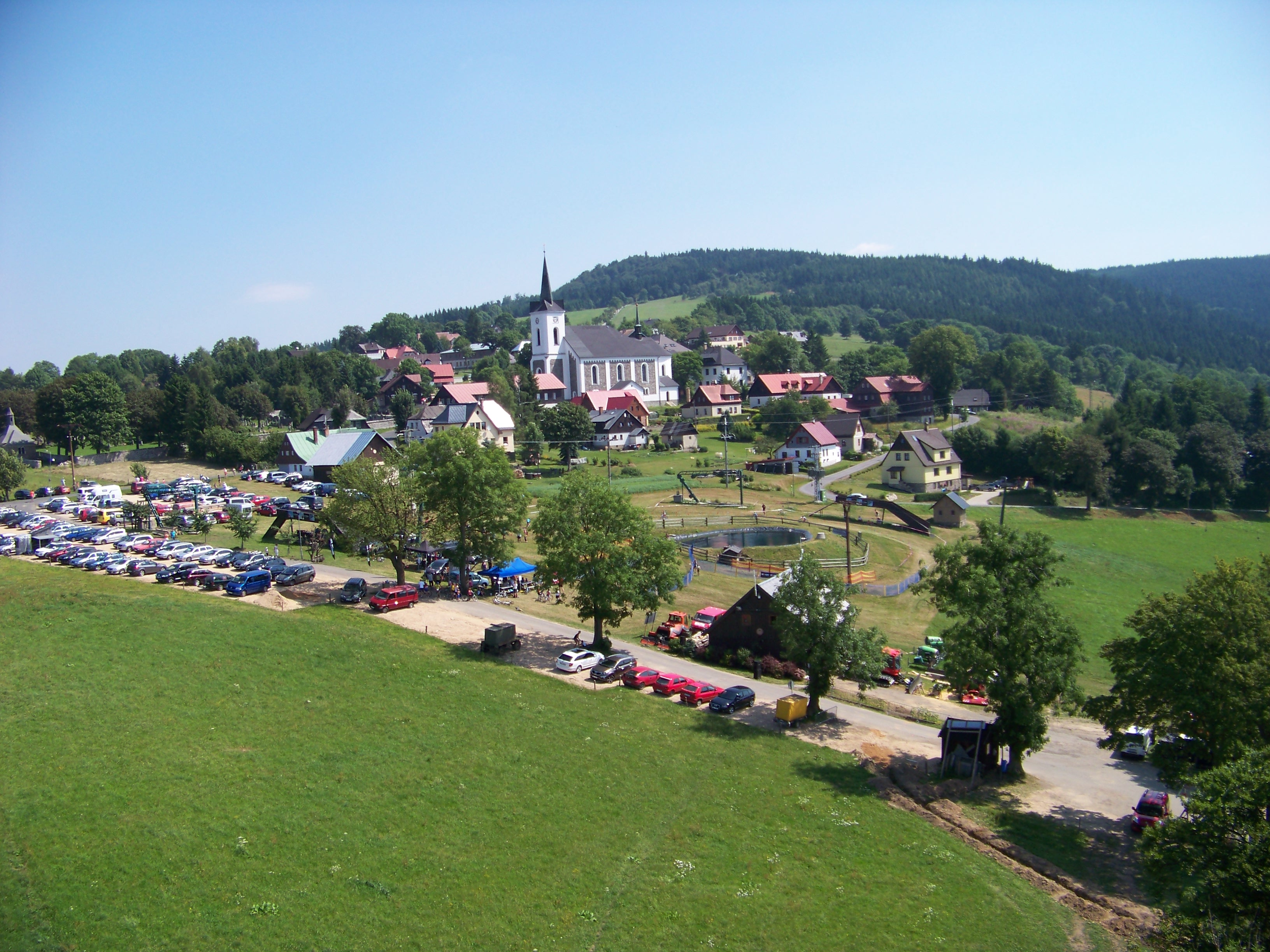
Příchovice.
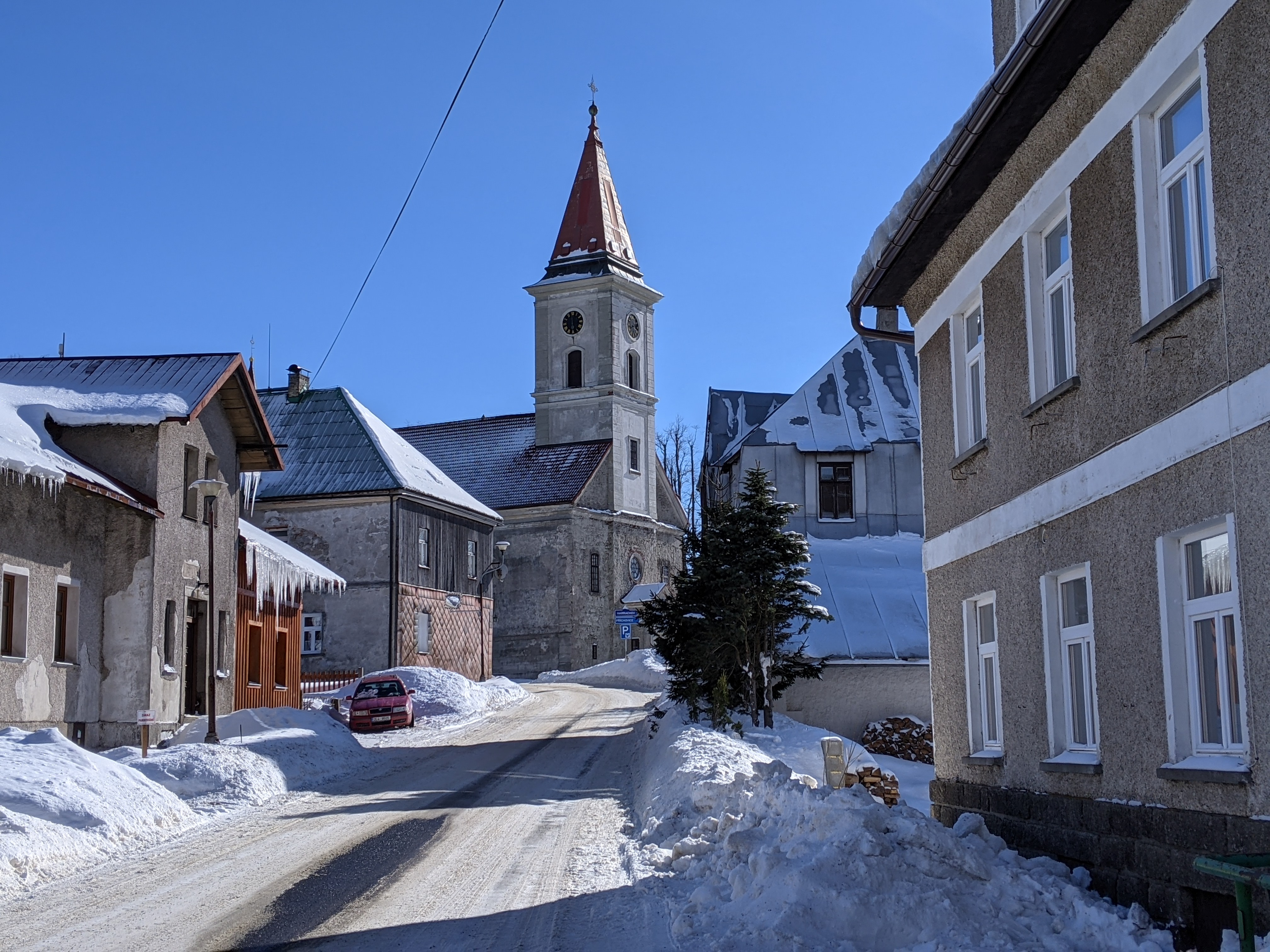
Polubný.
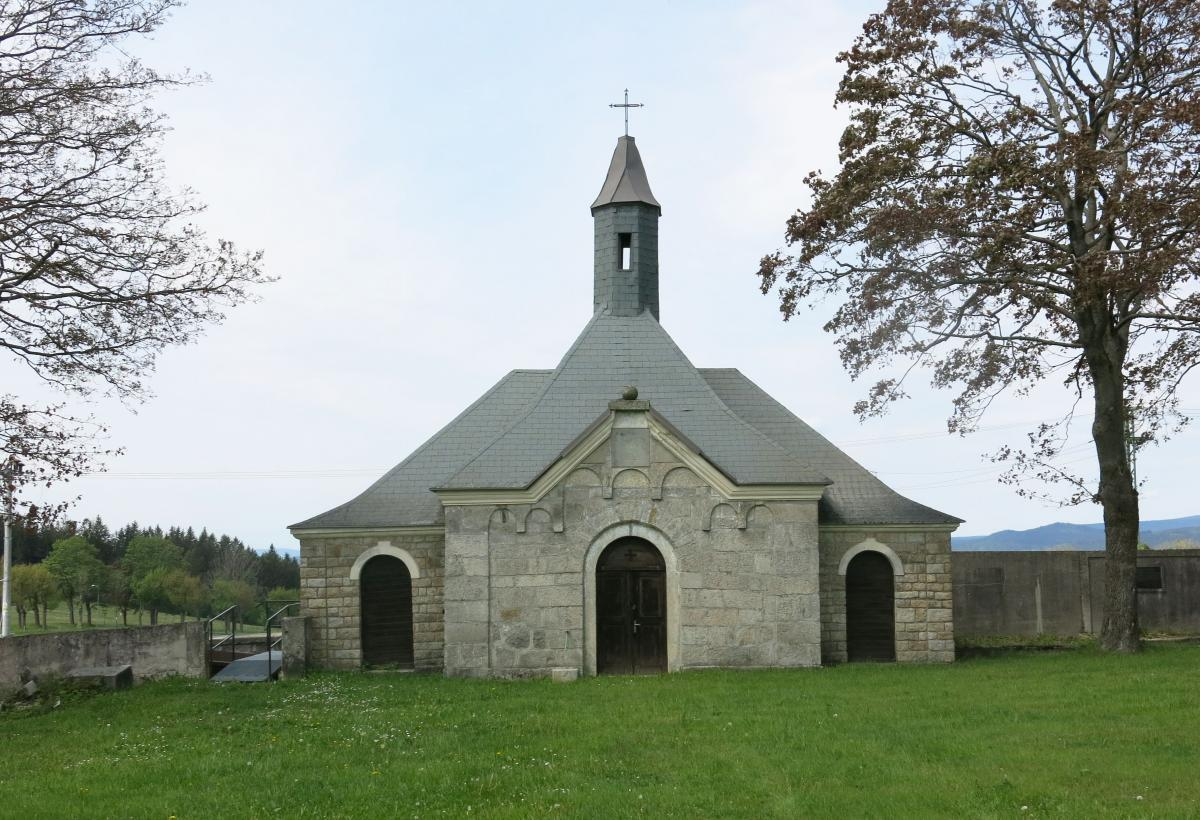
Chapelle à Kořenov.

## Transports
Par la route, Kořenov se trouve à 7 km de Tanvald, à 20 km de Jablonec nad Nisou, à 30 km de Liberec et à 127 km de Prague.